# Hermann Samuel Reimarus
Hermann Samuel Reimarus, född 22 december 1694 i Hamburg, död 1768 i Hamburg, var en tysk filosof och författare under Upplysningstiden. Han är ihågkommen för sin deism, det vill säga uppfattningen att det mänskliga förnuftet kan uppnå kunskap om Gud samt etiken genom ett studium av naturen och vår egen interna verklighet, och på detta sätt eliminera behovet av religioner baserade på uppenbarelse. Han förnekade att mirakler skulle kunna vara verkliga. Han anses vara den som initierade historikernas studier av den historiske Jesus.

## Filosofisk uppfattning
Reimarus filosofiska uppfattning är väsentligen densamma som den som Christian Wolff företräder. Men han är mest känd för sin Apologie oder Schutzschrift für die vernünftigen Verehrer Gottes som inte publicerades under hans livstid. Men därefter publicerade Lessing vissa kapitel under titeln Wolfenbütteler Fragmente. D. F. Strauss har skrivit en bok om Reimarus där han ger en uttömmande analys av hela hans arbete.
Uppfattningen i Apologie är en ren naturalistisk deism. Mirakler och mysterier förnekas och naturreligionen framställs som motsatsen till uppenbarad religion. De grundläggande sanningarna i den förstnämnda är existensen av en vis och god Skapare och själens odödlighet. Dessa sanningar kan upptäckas av förnuftet och är sådana att de kan bilda grunden för en universell religion.
En uppenbarad religion kan aldrig få universell giltighet, eftersom den aldrig kan bli begriplig och trovärdig för alla människor. Även om man antar att det hade varit möjligt, så presenterar Bibeln inte en trovärdig och begriplig uppenbarelse. Den är fylld av faktafel, motsäger mänsklig erfarenhet, förnuft och moral och är en väv av tokigheter, svek, entusiasm, själviskhet och brott. Dessutom är den inte en läromässig sammanställning eller katekes vilket en uppenbarelse borde vara. 
Det som det Gamla Testamentet säger om dyrkan av Gud är inte mycket och dess författare är inte bekanta med religionens andra fundamentala sanning, själens odödlighet. Avsikten hos författarna till Nya Testamentet inklusive avsikten med Jesus var inte att lära ut en sann rationell religion utan att främja deras egna själviska ambitioner genom främjandet av vad som är en fantastisk kombination av medvetet bedrägeri och entusiasm. 
Reimarus attackerade ateismen med samma effekt och uppriktighet. Han var en man med stor moralisk integritet, respekterad och uppskattad av sina samtida.